# Aleksander Juljevič Išlinski
Aleksander Juljevič Išlinski (rusko Алекса́ндр Ю́льевич Ишли́нский), ruski matematik, mehanik in inženir, * 6. avgust 1913, Moskva, Ruski imperij (danes Rusija), † 7. februar 2003, Moskva.
Išlinski je avtor temeljnih raziskav na področju mehanike kontinuumov, dinamike togih teles in sestavljenih mehanskih sistemov, mehanike žiroskopov in inercialne navigacije. Raziskoval je tudi na področju teorije elastičnosti in plastičnosti, odpornosti materialov, teorije trenja, teorije avtomatskih regulacij in upravljanja, ter dinamike tal.